# Danilson Córdoba
Danilson Córdoba (* 6. září 1986) je kolumbijský fotbalista.

## Reprezentační kariéra
Danilson Córdoba odehrál za kolumbijský národní tým v letech 2007–2008 celkem 3 reprezentační utkání.

## Statistiky
| Kolumbie | Kolumbie | Kolumbie |
| Roky     | Záp.     | Góly     |
| -------- | -------- | -------- |
| 2007     | 2        | 0        |
| 2008     | 1        | 0        |
| Celkem   | 3        | 0        |